# دورگون (ویرجنیای غربی)
دورگون (به انگلیسی: Durgon) یک منطقهٔ مسکونی در ایالات متحده آمریکا است که در شهرستان هاردی، ویرجینیای غربی واقع شده‌است.